# C. V. Rock
C. V. Rock (Pseudonym, später auch amtlicher Name für Kurt Walter Roecken; * 18. Juni 1906 in Essen, nach anderen Quellen Berlin; † 25. Februar 1985 in Garmisch-Partenkirchen) war ein deutscher Schriftsteller. Er veröffentlichte auch unter den Pseudonymen C. V. Freed, Cecil V. Freed, Anthony Michael, C. V. Roecken, Walter Roecken, Edgar T. Sterling und Henry Walter.

## Leben
Kurt Walter Roecken begann in den frühen Dreißigerjahren eine Ausbildung als Kunstmaler an der Preußische Akademie der Künste mit dem Ziel einer Karriere als Kunsthistoriker. Nach der nationalsozialistischen Machtergreifung musste Roecken, der mit einer Jüdin verheiratet war, auf Druck der neuen Machthaber die Akademie verlassen. Zu diesem Zeitpunkt hatte er bereits mindestens einen utopischen Roman verfasst.
Roecken versuchte sich als Buchillustrator, Umschlaggestalter sowie als Verfasser von Unterhaltungsromanen, die unter dem Pseudonym C. V. Rock erschienen. Nachdem er im Selbststudium Englisch gelernt hatte, beschäftigte er sich – unter anderem als Übersetzer – mit dem zeitgenössischen amerikanischen Kriminalroman, der zur entscheidenden Anregung für sein weiteres Schaffen wurde. Rock hospitierte in Berlin bei einem Kursus für angehende Kriminalbeamte und griff für seine zahlreichen Kriminalromane häufig auf echte Fälle aus der Arbeit der deutschen und der amerikanischen Kriminalpolizei zurück. Daneben verfasste er auch einige Werke aus dem Bereich der Science-Fiction sowie Drehbücher zu Spielfilmen, zunächst für die UFA.
Nach dem Ende des Weltkriegs lebte Rock anfangs in Österreich, später dann in München-Schwabing und in Oberammergau. In den Fünfzigerjahren entwickelte er sich zu einem der produktivsten Autoren für den Markt des Leihbuch- und Heftromans, einige seiner Werke wurden aber auch als Taschenbücher im Sortimentsbuchhandel veröffentlicht.
Später schrieb er vor allem Artikel und Fortsetzungsromane für Illustrierte sowie auf dem Gebiet der Jugendliteratur eine Reihe von Bänden über den Werdegang des kanadischen Mounties „Billy“ und die Science-Fiction-Reihe „Das Luna-IV-Quartett“. Außerdem schrieb er das Drehbuch für die ARD-Vorabendserie Das ist Stern schnuppe, die erstmals im Februar 1965 im Regionalprogramm des Saarländischen Rundfunks ausgestrahlt wurde.

## Bibliografie
- Spuk ums Kupferhaus, Berlin 1934
- Berghotel Forbacher, Berlin 1935
- Sohn der Sterne, Berlin 1935 (unter dem Namen Walter Roecken)
- Stern von Korsika, Berlin 1935
- Die Todeskabine, Berlin 1935
- Der Ardissonschwindel, Berlin 1936
- Die beiden Marshals, Bremen 1936
- Colt Nr. 7, Berlin 1936
- Experiment im All, Bremen 1936
- Die glühenden Türme, Bremen [u. a.] 1936
- Lebt Foster wirklich?, Berlin 1936
- Möller hilft der Polizei, Berlin 1936
- Der Räuber vom Libanon, Hamburg 1936
- Schuß im Ring, Berlin 1936
- Der schwarze Rancher, Bremen 1936
- Señor Sonne, Bremen [u. a.] 1936 (unter dem Namen C. V. Roecken)
- Was macht die Polizei?, Berlin 1936
- Day, Day & Day, Berlin 1937
- Eddys Dollar, Berlin 1937
- Der Fehler, Berlin 1937
- Der Flug in die Erde, Bremen [u. a.] 1937
- Gangster in der Prärie, Berlin 1937
- Der Gangster-Professor, Berlin 1937
- Der Grenzstein im Rucksack, Berlin 1937
- Großhehler Manzetti, Berlin 1937
- Der mordende Geist, Berlin 1937
- Patent 13013, Berlin-Wilmersdorf 1937
- Rückkehr aus dem All, Bremen [u. a.] 1937
- Strangulation, Berlin 1937
- Das Trinkgeld, Berlin 1937
- Die Verdächtigen, Berlin 1937
- Die Wolkenkratzer-Garde, Berlin 1937
- Drei Tage Al Capone, Berlin 1938
- Die gelbe Unterwelt, Berlin 1938
- Hotel-Pension „St. Pauli“, Leipzig 1938
- Die Kugel im Glas, Berlin 1938
- Mord an der Steilwand, Berlin 1938
- Der Nagelteppich, Berlin 1938
- Nicht verjährt ..., Berlin-Wilmersdorf 1938
- Der Schuß auf den Redner, Berlin-Schöneberg 1938
- Die schwarze Legion, Berlin 1938
- 67 Minuten im Tresor, Berlin 1938
- Das Todeshoroskop, Berlin 1938
- Der tote Jack macht Schwierigkeiten, Berlin 1938
- Der Tyrann von Chicago, Berlin-Wilmersdorf 1938
- Wer stahl London Ashborn?, Berlin 1938
- An der einsamen Straße, Berlin-Wilmersdorf 1939
- Aufruhr im Zuchthaus, Berlin-Wilmersdorf 1939
- Die Feuertreppe, Berlin 1939
- Hände hoch!, Berlin-Wilmersdorf 1939
- Captain Croft geht andere Wege, Berlin 1939
- Kennwort: Machin, Berlin-Wilmersdorf 1939
- Der Klageruf, Berlin-Wilmersdorf 1939
- Mörder ohne Nerven, Berlin-Wilmersdorf 1939
- Rummelbrüder, Berlin-Wilmersdorf 1939
- 10 g Blausäure, Berlin 1939
- Zeitungs-Jimmy, Berlin-Wilmersdorf 1939
- Die Damen in der Glöckchenstube, Salzburg 1940 (unter dem Namen Kurt Walter Röcken)
- Die eisernen Burschen, Berlin 1940
- Haftbefehl aufgehoben, Berlin 1940
- Das kalte Licht, Berlin-Wilmersdorf 1940
- Meister der Klinge, Berlin 1940
- Verbrechen lohnt nicht!,  Berlin 1940
- Der Vorkoster, Berlin 1940
- Wasser des Todes, Berlin-Wilmersdorf 1940
- Der bunte Talisman, Leipzig 1941
- Die stählerne Tänzerin, Berlin 1941
- Geschichte eines Golddollars, Berlin 1942
- Mach doch mit!, Berlin 1942
- Der Marsch in den Abgrund, Berlin 1942 (unter dem Namen Walter Roecken)
- Ein Telegramm für Sie, Berlin 1942
- Zwischen Wolkenkratzern, Berlin 1942 (unter dem Namen Walter Röcken)
- Mondsender LB 11, Linz [u. a.] 1947 (unter dem Namen Henry Walter)
- Der Ruf vom Mond, Linz [u. a.] 1947 (unter dem Namen Henry Walter)
- Die toten Wächter, Wien 1947 (unter dem Namen Anthony Michael)
- Bankfach Nr. 17, München 1948
- Bin ich der Mörder?, Wien 1948
- Blutdollars, Salzburg 1948
- Das ewige Leben, Wien 1948 (unter dem Namen Anthony Michael)
- Glorietta und der Schmugglerkönig, Wien 1948
- Der romantische Mörder, Wien 1948
- Sturz aus der Steilwand, Linz [u. a.] 1948
- Zum letzten Hafen, Salzburg 1948
- Alarm der M-Kommission, Berlin 1949
- Angst vor der Nacht, Wien 1949
- Gesichter im Nebel, München 1949
- Das Mordrätsel von Chicago, Wien 1949
- Der silberne Schlüssel, Osnabrück 1949
- Unter den Augen der Polizei, München 1949
- Geheimauftrag für Cuba, Ludwigsburg 1950
- Geister in Ketten, Osnabrück 1950
- Goldkette in Hollywood, München 1950
- Mondstation Ovillon, Bischofswiesen/Obb. [u. a.] 1950 (unter dem Namen Henry Walter)
- Mord in Amsterdam, Ludwigsburg 1950
- Nacht im Kielraum, München 1950
- Rätsel um Dr. Zarates Tod, Düsseldorf 1950
- Am Verlust beteiligt, Hannover 1951
- Das Chicago-Quintett, Rosenheim 1951
- Die drei Teufel, Osnabrück 1951
- Der Fall Untermieter, Rosenheim 1951 (unter dem Namen Cecil V. Freed)
- Das Haus des Irren, Stuttgart 1951
- Jagd auf Staatsfeinde, Stuttgart 1951
- Kampf im Schatten, Rosenheim 1951 (unter dem Namen Anthony Michael)
- Mord auf Zelluloid, Osnabrück 1951
- Der Ruf aus dem Jenseits, Bayreuth 1951
- Die stählerne Stimme, Bayreuth 1951
- Die Toten von Kai 11, Bayreuth 1951
- Zwölf Stunden zu spät, Osnabrück 1951
- An den Tod verkauft, Rosenheim 1952 (unter dem Namen C. V. Freed)
- Diktator der Unterwelt, Rosenheim 1952
- Einbruch beim Mörder, Rosenheim 1952 (unter dem Namen C. V. Freed)
- Gefährliche Freiheit, Papenburg/Ems 1952
- Die gelbe Hand, Düsseldorf 1952
- Klapperschlangen-Eddy, Papenburg/Ems 1952
- Der leuchtende Tod, Bayreuth 1952
- Nur ein Kerzenlicht!, Rosenheim 1952
- Die Radar-Dschunke, Düsseldorf 1952
- Raubritter des XX. Jahrhunderts, Rosenheim 1952
- Richard 311, Rosenheim 1952 (unter dem Namen Anthony Michael)
- Der rote Feuerstein, Papenburg/Ems 1952
- Die Yoshiwara-Bar, Düsseldorf 1952
- Die Beichte des Mörders, Hamburg 1953
- Die dämonische Kurve, Hamburg 1953
- Es geschah in Chicago, Düsseldorf 1953
- Die Folterknechte, Papenburg/Ems 1953
- Freiheit in Ketten, Rheydt 1953
- Hände ohne Schatten, Düsseldorf 1953
- Der Himmelspilot, Hamburg 1953
- 100 Schritte Angst, Düsseldorf 1953
- Lilian weiß zuviel, Düsseldorf 1953
- Mord im Planquadrat F 19, Düsseldorf 1953
- Sie kommen nie allein, Rheydt 1953
- Stahlherz versagte, Düsseldorf 1953
- Terror in Texas, Hamburg 1953 (unter dem Namen Anthony Michael)
- Der Teufel mit der Larve, Hamburg 1953
- Der Tod hält Einzug, Papenburg/Ems 1953
- Die Vulkan-Bombe, Düsseldorf 1953
- Der Atem des Todes, Düsseldorf 1954
- 75000 Dollar für Ihre Frau?, Bergisch Gladbach 1954
- Das gelbe Licht, Rheydt 1954
- Gummigesicht und Purpurkappe, Bergisch Gladbach 1954
- Das heiße Eisen, Rheydt/Rhld. 1954
- Ich morde nicht, Bergisch Gladbach 1954
- Interview mit dem Tod, Rheydt 1954
- Killers Hobby, Rheydt/Rhld. 1954
- Letzte Warnung, Rastatt/Baden 1954
- Ein Mädchen zuviel, Düsseldorf 1954
- Mit Rotlicht und Sirene, Bergisch Gladbach 1954
- Die schweigsamen Drei, Düsseldorf 1954
- Sirenen am Broadway, Rheydt/Rhld. 1954
- Bodenstation Venus, Rastatt 1955 (unter dem Namen Henry Walter)
- Die Flucht aus der Todeszelle, Balve/Westf. 1955
- Die Göttin des Todes, Rastatt/Bd. 1955
- Haus der Furcht, Rheydt/Rhld. 1955
- Die Himmelsfackel, Rastatt 1955 (unter dem Namen Henry Walter)
- Kein Recht zu leben?, Rheydt/Rhld. 1955
- Motten im Pelz, Rheydt/Rhld. 1955
- Roboteraugen, Rastatt 1955 (unter dem Namen Cecil V. Freed)
- Der schlafende Tod, Rastatt/Baden 1955
- Der Strich durch die Rechnung, Bergisch Gladbach 1955
- Der Sturz vom Himmel, Düsseldorf 1955 (unter dem Namen Henry Walter)
- Ultimatum aus dem All, Rastatt 1955 (unter dem Namen Henry Walter)
- Von Beruf Nichtstuer, Rheydt/Rhld. 1955
- Der Wind streicht ums Haus, Rastatt/Baden 1955
- Wolken am Gangsterhimmel, Rheydt/Rhld. 1955
- 10% von Null, Rastatt/Bd. 1955
- Bajonett-Ted, Balve/Westf. 1956
- Dunkelarrest, Frankfurt am Main 1956
- Geheime Kommandosache „Grüner Zwerg“, Papenburg 1956
- Geheimoperation Fischerin, Papenburg 1956
- Die goldene Walther, Bergisch Gladbach 1956
- Die Kanalgang, Balve/Westf. 1956
- Die Kanisterbande, Bergisch Gladbach 1956
- Der silberne Schlüssel, Bergisch Gladbach 1956
- Der Strich durch die Rechnung, Bergisch Gladbach 1956
- Der Tod hält Einzug, Bergisch Gladbach 1956
- Unter drei Augen, Papenburg 1956
- Unternehmen Autofalle, Sinzig 1956
- Atom-Mord Nr. 1, Bergisch Gladbach 1957
- Bei lebendigem Leibe, Balve i.W. 1957
- Die blonde Richterin, Balve/Westf. 1957
- Captain Luton und der Shenley Gang, Köln 1957
- Chic B 17173+, Leverkusen 1957
- Dido und die Gauner, Köln 1957
- Die eiserne Rose, Hannover 1957
- Fremde Girls – fremdes Geld, Balve i. Westf. 1957
- In Chikago ist der Teufel los, Bergisch Gladbach 1957
- Kleine Fische für große Gangster, Bergisch Gladbach 1957
- Mächte im Nebel, Papenburg 1957
- Das Mittags-Phantom, Bergisch Gladbach 1957
- Mr. Wynn mußte sterben, Balve i.W. 1957
- Satan an Bord, Papenburg 1957
- Der Tod des Froschmanns, Papenburg 1957
- Visum für die Hölle, Balve i. Westf. 1957
- Alarm im Polizeihauptquartier, Lengerich/Westf. 1958
- Chicago-Dschungel, Balve in Westf. 1958
- Fenster zum Mars, Rastatt (Baden) 1958 (unter dem Namen Edgar T. Sterling)
- Das Grab im Michigan-See, Balve i.W. 1958
- Li aus Hongkong, München 1958
- Das Mars-Geschäft, Rastatt (Baden) 1958 (unter dem Namen Henry Walter)
- Mord oder Magie?, Balve in W. 1958
- Nachts in Chikago, Hannover 1958
- Rettungsstation Alpha 114, Rastatt (Baden) 1958 (unter dem Namen Henry Walter)
- Tuckers Aufschub abgelehnt, Balve i.W. 1958
- Überlebende: keine, Papenburg 1958
- Der 4. Grad, Balve i.W. 1958
- Gangland 1959, Balve i.W. 1959
- Die geraubte Seele, Rastatt 1959 (unter dem Namen Edgar T. Sterling)
- Kolonie Erde, Rastatt (Baden) 1959 (unter dem Namen Edgar T. Sterling)
- Lumpen-Parade, Balve i.W. 1959
- Tod und Teufel GmbH, Balve i.W. 1959
- Tramp Billy, Lengerich/Westf. 1959
- Billys erster Polizei-Einsatz, Lengerich/Westf. 1960
- Fünf Tage Frist, Hannover 1960
- Das Nachtgericht tagt ..., Rastatt/Baden 1960
- Der Trommler Gottes, Bergisch Gladbach 1960 (Anthony Michael)
- Billy fährt mit Rotlicht und Sirene, Lengerich/Westf. 1961
- Vier rote Spritzer, Berlin 1961
- Billy als Detektiv, Lengerich (Westf.) 1962
- Billy auf großer Fahndung, Lengerich/Westf. 1963
- Billy bei den Rotröcken, Lengerich/Westf. 1963
- Billy im Alaskafeuer, Lengerich/Westf. 1964
- Billy im Polizeihauptquartier, Lengerich/Westf. 1964
- Billy jagt Verräter, Lengerich (Westf.) 1965
- Billys erster Polizeieinsatz, Lengerich/Westf. 1965
- Berufe von morgen, Düsseldorf [u. a.] 1968
- Fernunterricht, München 1973
- Geld verdienen mit Musik, Düsseldorf [u. a.] 1973
- Wer hilft mir, wenn ...?, München 1973
- Geld verdienen mit Schreiben, Düsseldorf [u. a.] 1974
- Alarm im Weltraum Balve (Sauerland)
  - Patrouillenkreuzer WAP 792, 1974
  - Die Geheimnisse des Planeten Syna, 1975
  - Spion auf Luna II, 1976
  - Entführung der Deneb III, 1977
  - Die lebende Zeitbombe, 1978
  - Verschollen im Jenseits, 1979
- Berufe ohne Stress, Düsseldorf [u. a.] 1976
- Berufe mit Zukunft, Düsseldorf [u. a.] 1978
- Detektiv-Lexikon A – Z, München [u. a.] 1979
- Was nun?, München 1979
- Die Goldpuppen-Gang, Hamburg 1980
- Das Luna-IV-Quartett, Göttingen
  - 1. Keine Chance für Marina, 1982
  - 2. Der Geisterstern, 1982
  - 3. Räuber auf Selena, 1983
  - 4. Der Teufel vom Mars, 1983
- Zukunftsberufe – Mangelberufe, Wiesbaden 1982
- Erfolg mit Schreiben, Bonn 1983
- Berufsalternativen für arbeitslose Lehrerinnen und Lehrer, Düsseldorf 1984
- Geld verdienen von zu Hause aus, Bonn (Bad Godesberg) 1984
- Großes Lexikon der Vornamen, Köln 1984

Herausgeberschaft
- Edmund P. Koch: Der silberne Blitz, Rosenheim 1951

Übersetzungen
- H. N. van der Voort: Die Eule, Rosenheim 1951
- H. N. van der Voort: New York City, Stuttgart 1951
- Bruce Sanders: Madame Blaubart, Rosenheim 1952

## Filmografie
Drehbücher
- 1939: Kennwort Machin
- 1964: Der Fluch der grünen Augen
- 1968: Der nächste Herr, dieselbe Dame